# Дюфур, Мари-Франс
Мари́-Франс Дюфу́р (фр. Marie-France Dufour; 8 августа 1949, Нанси, Франция — 18 октября 1990) — французская певица, выступавшая под сценическим именем Мари́.

## Биография
Мари-Франс Дюфур родилась 8 августа 1949 года в Нанси (Франция).
В 1970 году Мари-Франс начала карьеру певицы. В начале 1970-х годов была одной из самых популярных французских исполнительниц; в 1971 году выпустила сингл «Soleil» (рус. Солнце), ставший популярным во Франции и завоевавший награду на фестивале шансона в Спа. Следующий сингл «Souviens-toi de moi» вскоре также завоевал популярность. В 1972 году вышел её первый альбом Marie. В 1977 году Мари прервала свою карьеру и сосредоточилась на семейной жизни. В 1979 году она вернулась к работе, исполнив партию Эпонины в концептуальном альбоме Les Misérables : Version Originale 1980, который стал основой оригинальной французской версии теперь уже классического мюзикла «Отверженные».
Однако в странах Европы Дюфур стала известна тем, что в 1973 году представляла Монако на конкурсе песни Евровидение с песней «Un train qui part» (рус. Поезд ушёл), заняв восьмое место из 17-ти.
Скончалась после продолжительной борьбы с лейкемией 18 октября 1990 года в 41-летнем возрасте.

### Личная жизнь
В 1974 году вышла замуж за гитариста французской группы Il était une fois Лионеля Гайардена (фр. Lionel Gaillardin). У них родилась дочь Зои (фр. Zoe).

## Дискография[7]

### Альбомы
- Marie (1971)
- Les Misérables : Version Originale 1980 (1980)

### Сборники
- Palmares 6 (1975)
- Les années chansons [Collection Platine] (1994)
- Eurovision : Les plus belles chansons françaises (2000)

### Синглы
- Dans le ciel (1971)
- Il faut toujours croire à la chance (1971)
- Souviens-toi de moi (1971)
- Soleil (1971)
- Vivre laissez vivre (1972)
- Rik-Rak / Matin d'été (1973)
- Un train qui part / Le géant (1973)
- L’otage (1974)